# 関荘一郎
関 荘一郎（せき そういちろう、1955年 - ）は、日本の環境官僚。地球環境審議官や、環境事務次官を経て、公益財団法人日本産業廃棄物処理振興センター理事長。

## 人物・経歴
大分県別府市出身。大分県立別府鶴見丘高等学校を経て。1978年東京大学工学部卒業、環境庁入庁。1986年タイ政府環境庁環境アドバイザー。1989年横浜市環境保全局出向。1997年環境庁地球環境部調整官。1998年世界銀行アジア太平洋局環境社会開発部門上級環境技術専門官。2001年環境省環境管理局ダイオキシン対策室長。2003年環境省環境管理局大気環境課長。2005年環境省廃棄物・リサイクル対策部産業廃棄物課長。2006年環境省廃棄物・リサイクル対策部廃棄物対策課長。2008年財務省長崎税関長。2010年環境省水環境担当審議官。2012年環境省放射性物質汚染担当審議官。2012年環境省地球環境局長。2014年地球環境審議官。2015年環境事務次官。2016年退官、東京大学国際高等研究所サステイナビリティ学連携研究機構特任研究員。2017年公益財団法人日本産業廃棄物処理振興センター理事長。